# Ясси (повіт)
Яси (рум. Iaşi, болг. Яш) — жудець (повіт) на сході Румунії, в Румунській Молдові. Площа 5476 км². Населення 816,9 тис. чоловік (2002). Адміністративний центр — м. Яси.

## Географія
Територія повіту є рівнинною. Західна межа повіту — річка Прут, й східна — річка Сірет. Дві інших річки протікають з півночі на південь: Бахлуй (протікає через місто Ясси) і Жижія.

## Міста
- Пашкань
- Поду-Ілоаєй
- Тирґу-Фрумос
- Хирлеу
- Ясси

## Господарство
Частка Яс у промисловому виробництві країни 3,3 %; у продукції сільського господарства 2,8 % (1975). По своїй частці у валовій промисловій продукції жудеца виділяються хімічна (41 % вартості всієї промислової продукції), машинобудівна (16 %), харчова (13 %) промисловість, чорна металургія (12 %). Є текстильні, швейні, деревообробні підприємства. Споруджується (1978) великий машинобудівно-металургійний завод. Промислові центри — міста Ясси і Пашкані.
У сільському господарстві переважає землеробство: посіви зернових (кукурудза, пшениця, ячмінь), технічних (соняшник, цукровий буряк, льон-кучерявець, соя) і кормових культур; овочівництво, виноградарство, садівництво. Поголів'я (1976, тис.): великої рогатої худоби 168, свиней 234, овець 458.
| Румунія | Це незавершена стаття з географії Румунії. Ви можете допомогти проєкту, виправивши або дописавши її. |